# Мудита
Мудита (пали и санскрит: मुदित) в Будизма е радост. Това е особен вид симпатизираща или отдадена за другия радост. Това също е удоволствието, което идва от радостта и наслаждението на щастието и благоденствието на другите. Мудита не трябва да бъде смесена с гордост и при това състояние на ума личността не трябва да има никакъв интерес или директно получаване на лична полза от постиженията на другите.

## Приложение
Мудита медитацията се използва, за да се култивира радост на благодарността от успеха и щастието на другите. Будистките учители разбират мудита по-широко като вътрешен извор на безгранича радост, който е достъпен за всеки по всяко време и независимо от обстоятелствата. Използва се, за да се противопостави на обидата, ревността или завистта, които иначе могат да са чувства по отношение на чуждия успех.
Колкото по-дълбоко някой черпи от този вътрешен източник, толкова по-сигурен става в собственото изобилстващо щастие и толкова по-лесно става да усети и радостта на другите.
„Далечните противници“ на радостта са ревността и завистта, две очевидни нейни противоположности. „Близкият противник“ на радостта е качество на пръв поглед напомнящо радост, но на по-фино ниво нейна противоположност, ободряване описвано като сграбчване на приятните преживявания поради чувство на липса и неудовлетвореност.
Радостта мудита е традиционно смятана за най-трудна за култивиране от четирите неизмерими (brahmavihārā: също „четири благородни поведения“). Да се покаже радост е начин да се изрази щастие и отпразнуват постиженията на другите, дори когато будистът изпитващ този вид радост може да е в не така щастливи обстоятелства.
Едно уточнение: будисткия учител Ая Кема посочва, че радостта към садистични удоволствия е погрешна и вместо нея трябва да се изпитва състрадание (каруна).
Обртани на мудита са ревността и завистта, а близко до нея е веселието и бодростта.